# غزل الوقت (فلم)
غزل الوقت فيلم اجتماعي مغربي من إنتاج سنة 2003 للمخرج محمد الشريف الطريبق.

## ملخص
«عبد الصمد» الطالب الجامعي الذي تخرج حديثا من الجامعة يرى أن أحلامه كمناضل سياسي واجتماعي تتبخر جميعها أمام واقع اجتماعي لا يرحم، حين يضطر لإعالة نفسه وأسرته ماديا، وقبول وظائف عمل لا تناسب طموحاته ومؤهلاته، فصار عليه أن يترك جانبا ولزمن كل مبادئه وأفكاره المثالية التي يؤمن بها. كما تنتهي قصة حبه الكبير لـ «هدى» التي كانت تشاركه نفس المبادئ، لأنه يعجز عن تتويج هذه العلاقة بزواج. زواج تفضل والدة «هدى» أن يكون من نصيب قريب لها وهو محام غني لكن بدون مبادئ حسب وجهة نظر عبد الصمد.
وعلى خلفية الأزمة التي خيمت بظلالها على حياة ومصير هذين الشابين، يحاول «سامي»، صديق «عبد الصمد»، عمل المستحيل لإنقاذ تلك العلاقة العاطفية الجميلة التي أخذت تحتضر. فهل سيستطيع أن يقدم هذه الخدمة لصديقه ومثله الأعلى؟ وهل ستنتصر طوباوية وأحلام «عبد الصمد» على قسوة الواقع وأعرافه، هذا ما يتطرق له المخرج محمد الشريف الطريبق في فيلمه غزل الوقت.

## روابط خارجية
- الفيلم على موقع السينما.كوم